# Подлушка жупа
Подлушка жупа (Podlugiae) је била ранофеудална жупа изнад Диоклитинског (Скадарског) језера, која је у XI вијеку ушла у састав државе Дукља. Простирала се од границе Љешкопоља, на ријеци Морачи, према југу, до Скадарског језера. Западну границу ове жупе углавном чини ријека Морача, а источну област Хоти и Груде. Граничила се са Лушком (Lusca) жупом, Горском (Gorsca) жупом и Скадарским (Диоклитинским) језером. Дијелила се на Горњу и Доњу Подлишку жупу.

## Тврђава Жабљак и Тузи
За насеље и утврђење Жабљак, на јужној страни Горњег блата, претпоставља се се да је био центар, ако не цијеле, онда сигурно Доње Подлушке жупе. Забељежен је и стих: „ У Жабљаку полушкоме граду...“. Познат је и локалитет Подлуг, у његовој околини. У доњем дијелу Подлушке жупе, у Тузима, пронађен је само један грађевински фрагмент из XI или XII вијека. Кроз ову жупу је пролазио и антички римски пут, у дијелу од Вуксан-Лекића до Дукље.

## Рибница и Подгорица
Послије Немањиног рођења, од стране Стефана Првововенчаног помиње се Рибница (као мјесто које је могуће да претходи тргу Подгорица или као област кроз коју протиче ова рјечица) као и само име те ријеке. Трг Подгорица се налазио у Подлушкој жупи (Горњој). Само име овог града се везује за сусједну, Горску жупу. Наиме, он је подигнут у близини саме границе са Горском жупом, односно „испод“ Горске жупе. Иначе, данашњи град Подгорица се обимом давно проширила из Подлушке, на предјеле некадашње Горске жупе. У Подлушкој жупи су се налазили стари словенски локалитети. Познато је Дајбаба, као некадашњи локалитет светилишта (по имену женског божанства: жене Дајбога). Данас се у самој Подгорици истим именом назива насеље, пећина и гора (Дајбапска гора). Такође, у Подгорици се налази и стара црква посвећена светом Ђорђу, са краја XI и можда почетка XII вијека.